# Leptothorax formosus
Leptothorax formosus é uma espécie de insetos himenópteros, mais especificamente de formigas pertencente à família Formicidae.
A autoridade científica da espécie é Santschi, tendo sido descrita no ano de 1901.
Trata-se de uma espécie presente no território português.